# Andy Jameson
Pour les articles homonymes, voir Jameson.
Andy Jameson, né le 19 février 1965, est un nageur britannique.

## Biographie
Aux Jeux olympiques d'été de 1988 à Séoul, Andy Jameson remporte la médaille de bronze lors de la finale du 100 m papillon. Il en remporte également une de bronze lors des championnats du monde de 1986 et plusieurs médailles lors des championnats d'Europe de 1985 et 1987.
Il est le frère de la nageuse Helen Jameson.

## Palmarès

### Championnats d'Europe
- Championnats d'Europe 1985 à Sofia (Bulgarie) :
  -  Médaille d'argent du 100 m papillon.
- Championnats d'Europe 1987 à Schiltigheim (France) :
  -  Médaille d'or du 100 m papillon ;
  -  Médaille d'argent du relais 4 × 100 m 4 nages.